# Scepter of Goth
Scepter of Goth, auch Sceptre of Goth geschrieben, war ein frühes, textbasiertes Mehrspieler-Computer-Rollenspiel, auch MUD genannt. Es wurde von Alan E. Klietz entwickelt und war das vermutlich erste kommerzielle MUD. Es kann als ein Vorläufer der heutigen MMORPGs angesehen werden.

## Spielaufbau
Bei Scepter of Goth konnten bis zu 16 Spieler zusammen einen „Dungeon“ (Level) betreten. Die über das Internet gesteuerten Avatare hatte eine Anzahl an Lebenspunkten und konnten mit genügend Erfahrung ein Level aufsteigen.

„Jeder Spielercharakter hatte Trefferpunkte und stieg in Level-Schritten auf, in dem er Monster besiegt und Schätze anhäuft.“

Die zugrunde liegende Spielemechanik stammt von Dungeons & Dragons, z. B. die Konzepte von Erfahrungspunkte und Charakterklassen. Viele Stellen im Spiel waren nur gemeinsam zu lösen.

## Geschichte
Entwickelt wurde das Spiel 1978 vom Programmierer Alan Klietz, damals noch unter dem Namen Scepter. Das Spiel ist stark beeinflusst von dem Pen&Paper-Rollenspiel Dungeons & Dragons. Das Spiel wurde später von dem in Virginia ansässigen Unternehmen InterPlay (nicht identisch mit Interplay Entertainment) kommerziell vermarktet. Scepter of Goth hatte zu seiner stärksten Zeit fünf Einwahlknoten in den Vereinigten Staaten und Kanada. Die Spielzeit auf den Servern wurden mit 2,99 US-Dollar pro Stunde berechnet. Damit zählt Scepter of Goth zu den ersten kommerziell erfolgreichen Onlinespielen.

## Rezeption
Scepter of Goth beeinflusste viele weitere Spiele z. B. Swords of Chaos und Mordor. Das Spiel stellte einen starken Einfluss für Entwickler von grafischen MMORPGs dar. Die Brüder Andrew und Chris Kirmse, Studenten des MIT, wurden von der Idee geleitet, eine grafische Variante von Scepter of Goth zu entwickeln. 1995 veröffentlichten sie das MMORPG Meridian 59. Auch die Entwickler des MMORPG Dark Age of Camelot waren begeisterte Anhänger des Spiels, darunter auch Matt Firor, später Entwicklungsleiter von The Elder Scrolls Online.